# Geografía de Malasia

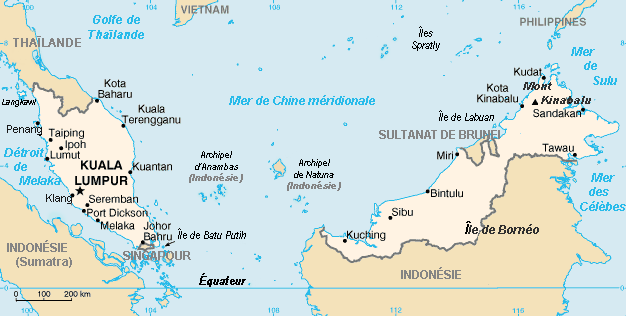
Malasia

La Federación de Malasia está en el Sureste de Asia. Está integrada por la Malasia Peninsular (131.588 km², el 40% del territorio) y la Malasia Oriental, formada por los estados de Sarawak (124.450 km²) y Sabah (73.711 km²), el 60% del territorio, en la parte norte de la isla de Borneo (Kalimantan), situada en el archipiélago Malayo, a unos 640 km de la Malasia peninsular.
La superficie total de Malasia, de unos 330.803 km², la convierte en el 66 país del mundo por extensión, y es el único país que contiene a la vez tierra en Asia y el archipiélago Malayo. Del total terrestre, 1200 km² (0,37%) están formados por lagos, ríos y otras superficies acuáticas.
Malasia tiene un total de 4.675 km de costa, de los que 2.068 corresponden a la Malasia peninsular y 2.607 km a la Malasia Oriental. En términos estadísticos, es la 29 costa más larga del mundo. Tanto la parte meridional como la insular tienen paisajes similares de llanuras costeras seguidas por colinas y montañas. 
Malasia Occidental y Malasia Oriental están separadas por el mar de la China Meridional. Frente a la costa occidental de Malasia peninsular se encuentra el estrecho de Malaca, de 800 km de longitud, que la separa de Sumatra, bordeado por el norte por el mar de Andamán. El estrecho de Malaca es una zona de las rutas marítimas más transitadas del mundo. Al sur de la península se encuentra Singapur, separada por el estrecho de Johor y unida por el dique viario o calzada Johor-Singapur, de 1 km de longitud. La costa nororiental de la península está frente al golfo de Tailandia. Por su parte, la costa nordeste de Sabah, en Malasia Oriental, se enfrenta al mar de Sulú, y la costa sudeste, al mar de Célebes.
El país, una federación de 13 estados y 2 territorios, es miembro de la Commonwealth británica. Es también una monarquía constitucional con un rey elegido por 5 años entre los sultanes de la Malasia peninsular. El subsuelo (oro, hierro, bauxita, etc, en la parte occdiental), más gas y petróleo off-shore (en la parte oriental) son, con la madera y el caucho, los principales recursos del país.
La mitad de la población es malaya (musulmanes), el 22% china (budistas) y el 7% india (hinduistas), y ocupan las 3/4 partes de la península.

## Malasia Peninsular

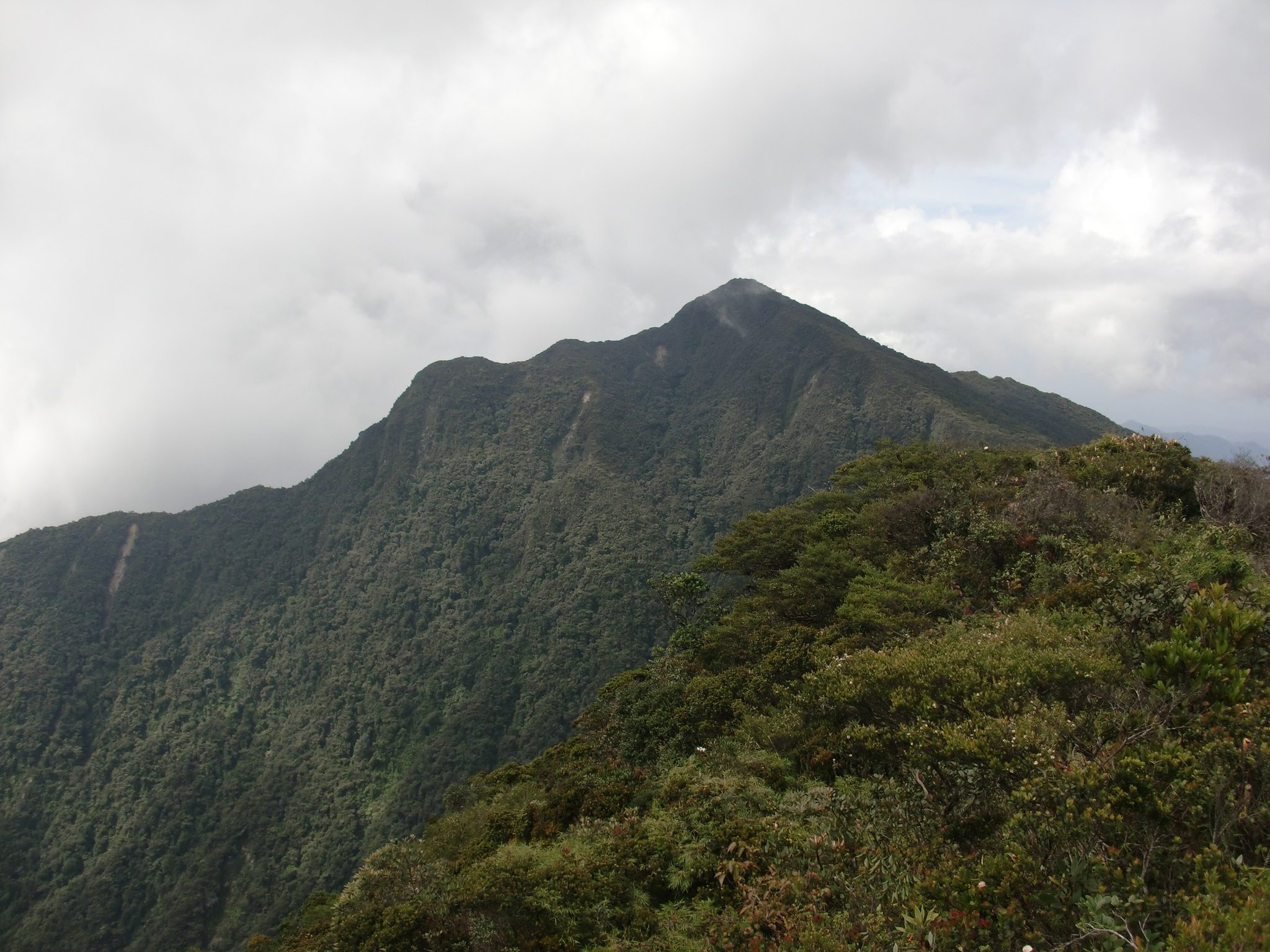
Monte Korbu, la cima más alta de la Malasia peninsular.

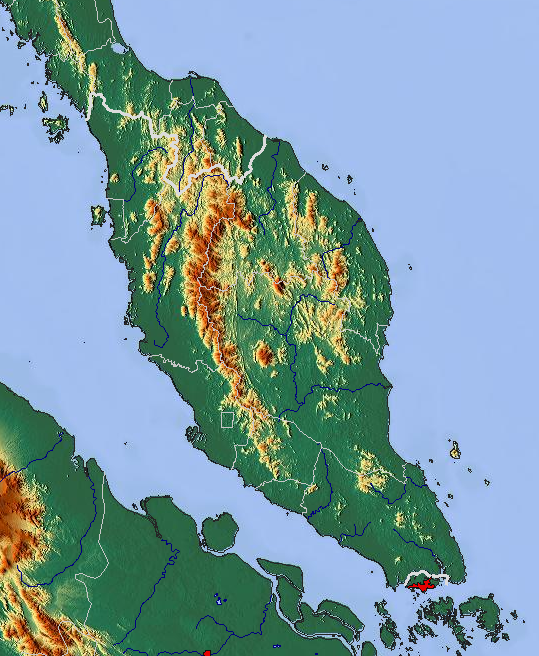
Mapa topográfico de la península Malaya

La Malasia Peninsular (al sur de Tailandia), cubre la mitad meridional de la península de Malaca y se extiende 740 km de norte a sur, con una anchura máxima de 320 km. Es montañosa, con una altura media de 150 m sobre el nivel del mar. 
Está dividida de norte a sur por una larga cadena montañosa, las montañas Titiwangsa, de 480 km de longitud, que culminan en los 2.183 m del monte Korbu y que son la continuación de los montes Tenasserim, que separan Birmania de Tailandia más al norte. La parte oriental de esta cadena, formada por sierras paralelas, se conoce como Bintang, y culmina en el monte Bintang, de 1.862 m. Estas montañas dividen la península en costa oriental y occidental.
En esta región se encuentran grandes áreas de bosques. La mitad de la península está formada por granito y otras rocas ígneas, otro tercio está formado por rocas metamórficas y el resto está cubierto de rocas sedimentarias. Los paisajes kársticos son comunes en el centro y norte de la península, con escarpes, vegetación rala y grutas formadas por la erosión.
La costa occidental es la más fértil, ya que está formada por planicies debidas a los sedimentos de los ríos, y es la más favorable para los puertos. Aun así, en general el suelo es pobre, muy lavado por las lluvias, y se necesitan abonos para la agricultura. La costa occidental peninsular, que tiene de 15 a 80 km de anchura, es, con mucho, la más poblada, frente al estrecho de Malaca, y entre las ciudades se halla la capital, Kuala Lumpur (7.600.000 hab.). La costa oriental es mucho más estrecha y discontinua.

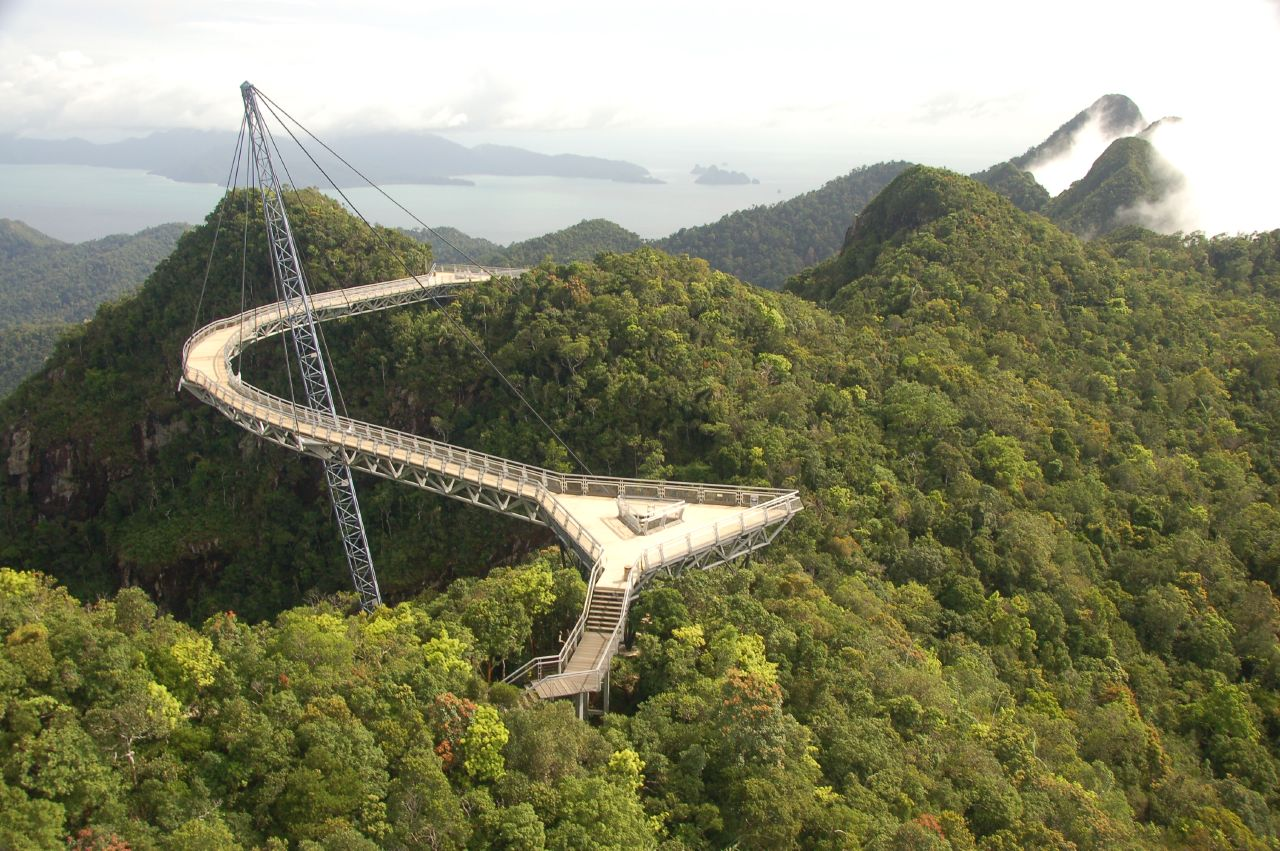
El Puente del cielo de Langkawi, de 125 m de longitud, en el archipiélago Langkawi.

En el mar de Andamán, a unos 30 km de la costa en el noroeste de Malasia peninsular se encuentra el archipiélago Langkawi, formado por 104 islas, junto a la frontera tailandesa, con una superficie conjunta de unos 480 km². Desde 2007, las islas tienen el estatus de Geoparque Global de la Unesco Langwaki.

## Malasia Oriental

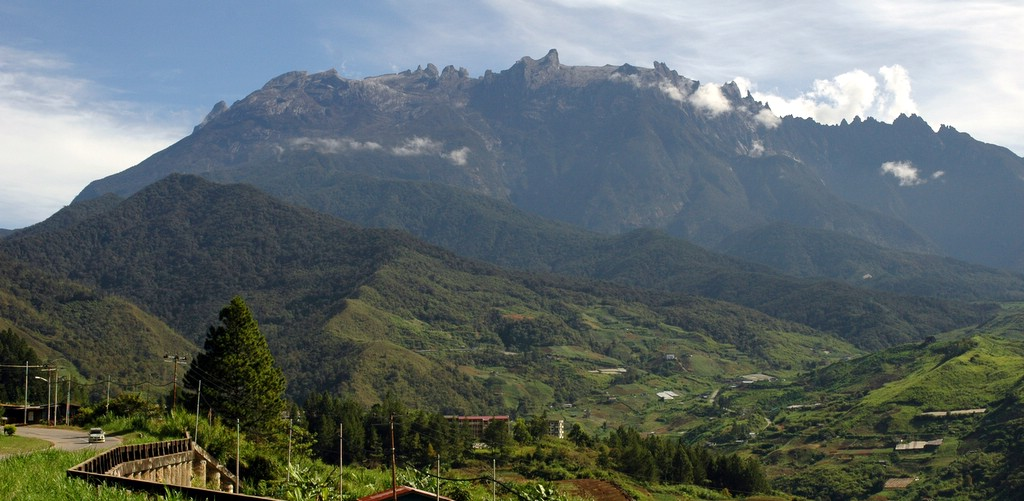
Monte Kinabalu (4.095 m), la montaña más alta de Malasia Oriental.

Malasia Oriental

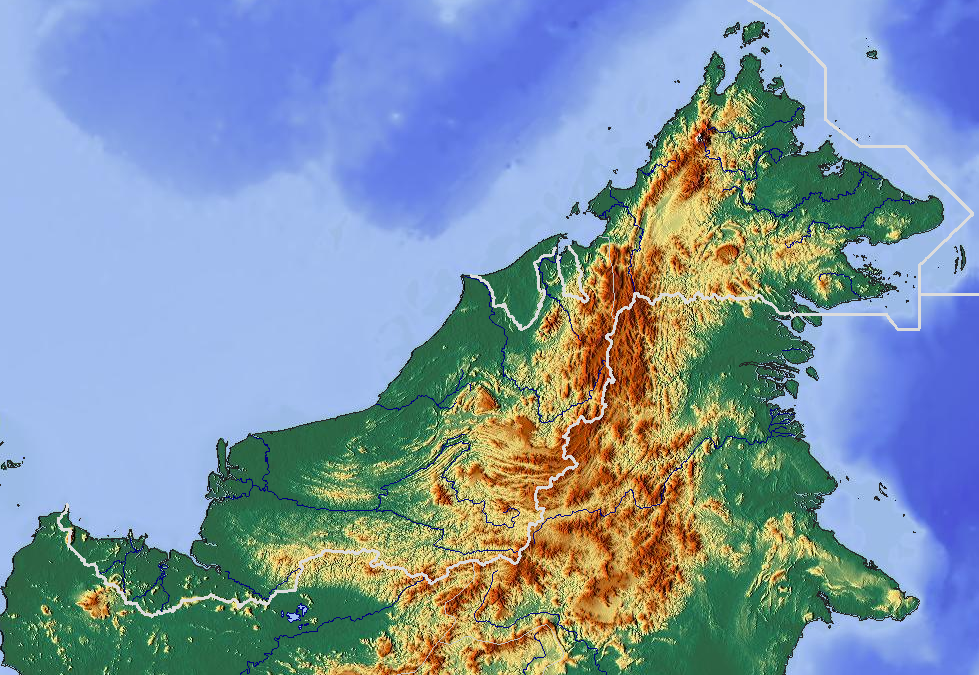
Topografía de Malasia Oriental

Malasia Oriental, integrada por los estados de Sarawak, Sabah y el Territorio Federal de Labuan está situada al norte de la parte indonesia de Borneo (Kalimantan) y junto al enclave del Sultanato de Brunéi. Está formada por una larga franja de tierra de 1.125 km de largo por unos 275 km de anchura. La región costera tiene de 30 a 60 km de anchura en Sarawak y de 15 a 30 km en Sabah, donde la costa es más irregular y dentada. Le sigue una región formada por colinas y valles de entre 300 y 750 m de altura, muy agreste, y por último, una región montañosa que separa el país de Kalimantan, formada por mesetas, barrancos y gargantas de entre 1.200 y 2.100 m de altura. La cadena montañosa principal está en Sabah, formada por los montes Crocker o Banjaran Crocker, que culminan en el monte Kinabalu, de 4.100 m, seguido del cercano monte Tambuyukon, de 2.579 m. Esta zona forma parte del Parque Nacional de Kinabaluy fue declarada en 2014 Reserva de la biosfera de la Unesco. Esta cadena se halla en el nordeste de la isla y es paralela a la costa norte.
El resto de sierras en Malasia Oriental tienden a seguir la orientación norte sur o nordeste-sudoeste, y las cimas más altas separan Indonesia de Malasia. Muchos picos, como toda la región, son calizos. En la cadena Trus Madi se encuentra el segundo pico de Malasia, el monte Trus Madi, de 2.642 m. El país carece de montañas entre 3000 y 4.000 m.
En el extremo nordeste del país se encuentra un campo volcánico coronado por el volcán Bombalai, de 531 m de altura. Situado frente a Semporna, da lugar a las tierras más fértiles del país.
Malasia Oriental está menos habitada que la peninsular. Siendo más grande, solo hay el 20,4% de la población del país, aunque posee el 60% del territorio. Hay dos ciudades destacables: Kuching (325.000 hab.) y Kota Kinabalu (452.000 hab.)
El Sabah hay varias islas al norte del estado. Destaca la isla Banggi, de 440 km². Por su parte, en Sarawak destaca la isla de Bruit, de aprox. 530 km².

## Geología
Malasia está situada en la placa de Sunda y tectónicamente es inactiva. Las rocas más viejas del país datan de 540 millones de años y se encuentran en las islas Langkawi y en la Malasia peninsular, al oeste de las montañas Titiwangsa, en forma de areniscas y cuarcita en las islas y de rocas cámbricas y paleozoicas (granito y esquistos) en la península. Las rocas graníticas dominan más del 50% de la Malasia peninsular. El noroeste y una parte del cinturón montañoso norte-sur está cubierto de sedimentos mesozoicos. La roca más común es la caliza, formada durante el Paleozoico. 

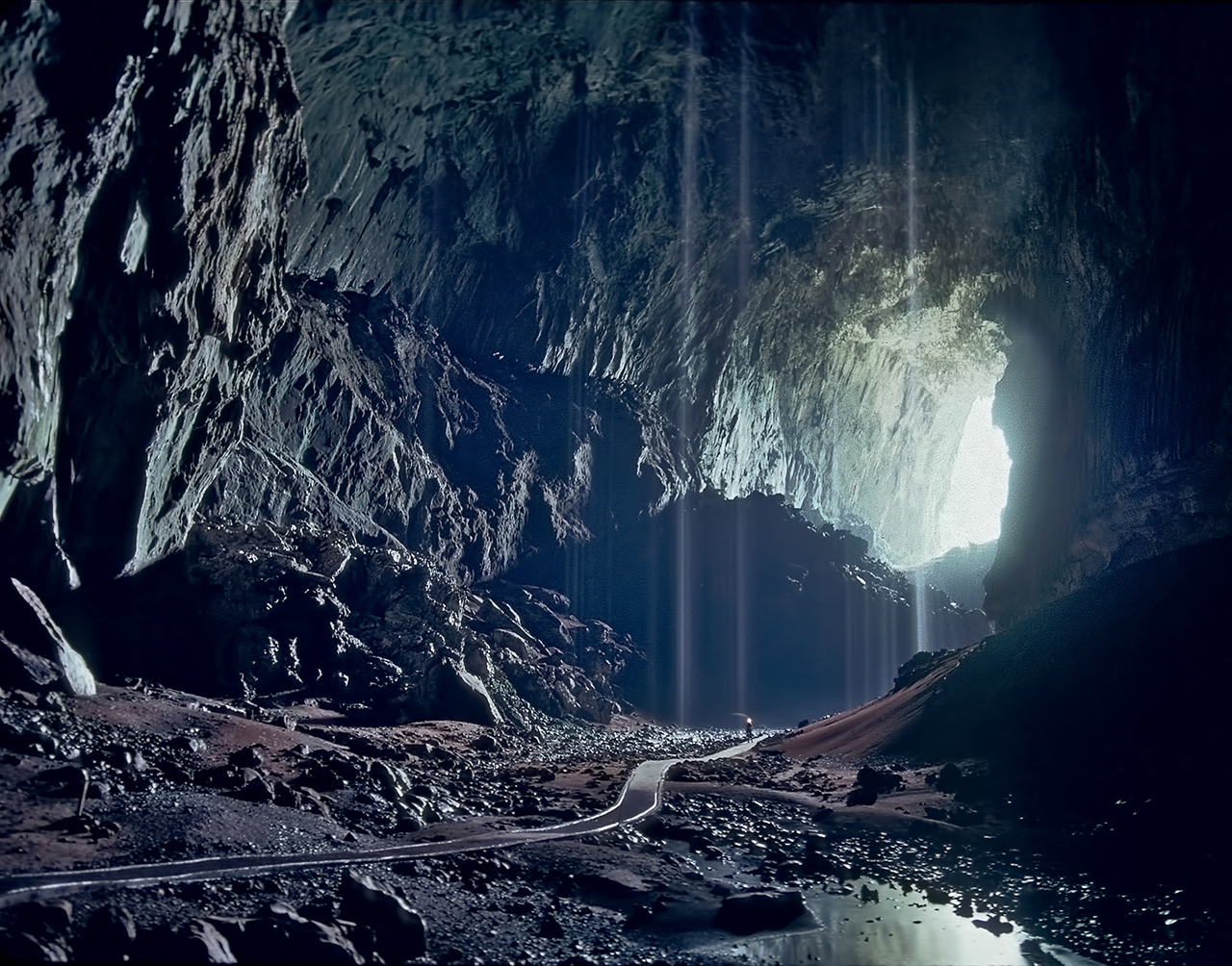
Pasadizo principal de la cueva del Ciervo. El agua cae desde el techo a una altura de 122 m.

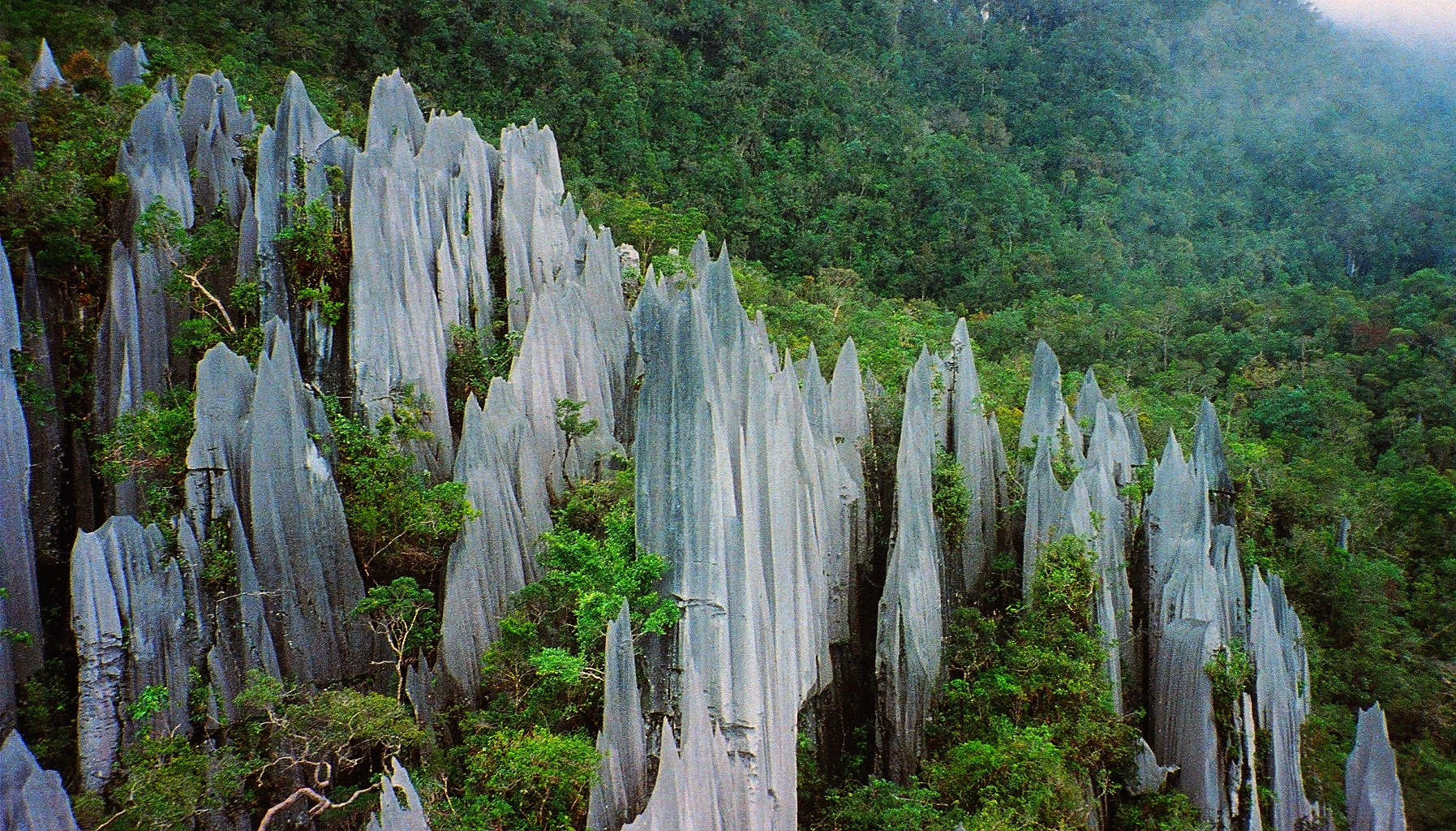
Pináculos kársticos del monte Api, en Malasia oriental.

En Malasia Oriental predomina las rocas sedimentarias, entre ellas las calizas, salvo en el extremo nordeste, donde hay el campo volcánico de Bombalai. En el centro, cerca de la frontera con Brunéi, donde se separan Sabah y Sarawak, se encuentra el parque nacional de Gunung Mulu, dominado por tres montañas, el monte Mulu (2.376 m), de arenisca y los montes Api (1.750 m) y Benarat (1.858 m) de caliza. Destacan entre las cuevas que hay bajo ellos la gruta de Sarawak, de 700 m de largo, 400 m de ancho y 70 m de altura, una de las más grandes del mundo; la cueva del Ciervo (Deer Cave), con el pasadizo más grande del mundo, 146 m de ancho en la entrada, más de 1 km de longitud y 122 m de altura, y el sistema de cuevas de Clearwater, el más grande del mundo de cuevas interconectadas, con 222 km conocidos en 2017. Las montañas y las cuevas se formaron entre el Eoceno y el Mioceno rematado por un alzamiento tectónico hace entre 2 y 5 millones de años. Los pináculos del monte Api son el resultado del clima extremadamente húmedo de la región con precipitaciones de entre 4.000 y 5.000 mm anuales.
En Malasia peninsular hay cuatro cuencas sedimentarias oceánicas, la cuenca de Malaca y la cuenca de Penyu se encuentran lejos de la costa al este de la península, y la cuenca central de Sumatra y la cuenca norte de Sumatra se encuentran al oeste. En Malasia Oriental, en Sabah hay tres cuencas marinas, la de Sabah, al noroeste, es la principal. La región de Sarawak es tan grande que se ha dividido en provincias geológicas dentro y fuera de la isla. En todos los casos, el espesor de los sedimentos asegura la presencia de petróleo y gas natural. En la cuenca de Malaca se extrae petróleo desde los años 1960; tiene unos 500 km de longitud por 200 km de anchura. La empresa española Repsol tiene intereses en el campo de Kinabalu, un campo maduro offshore ubicado en la cuenca malaya de Sabah.

## Hidrología

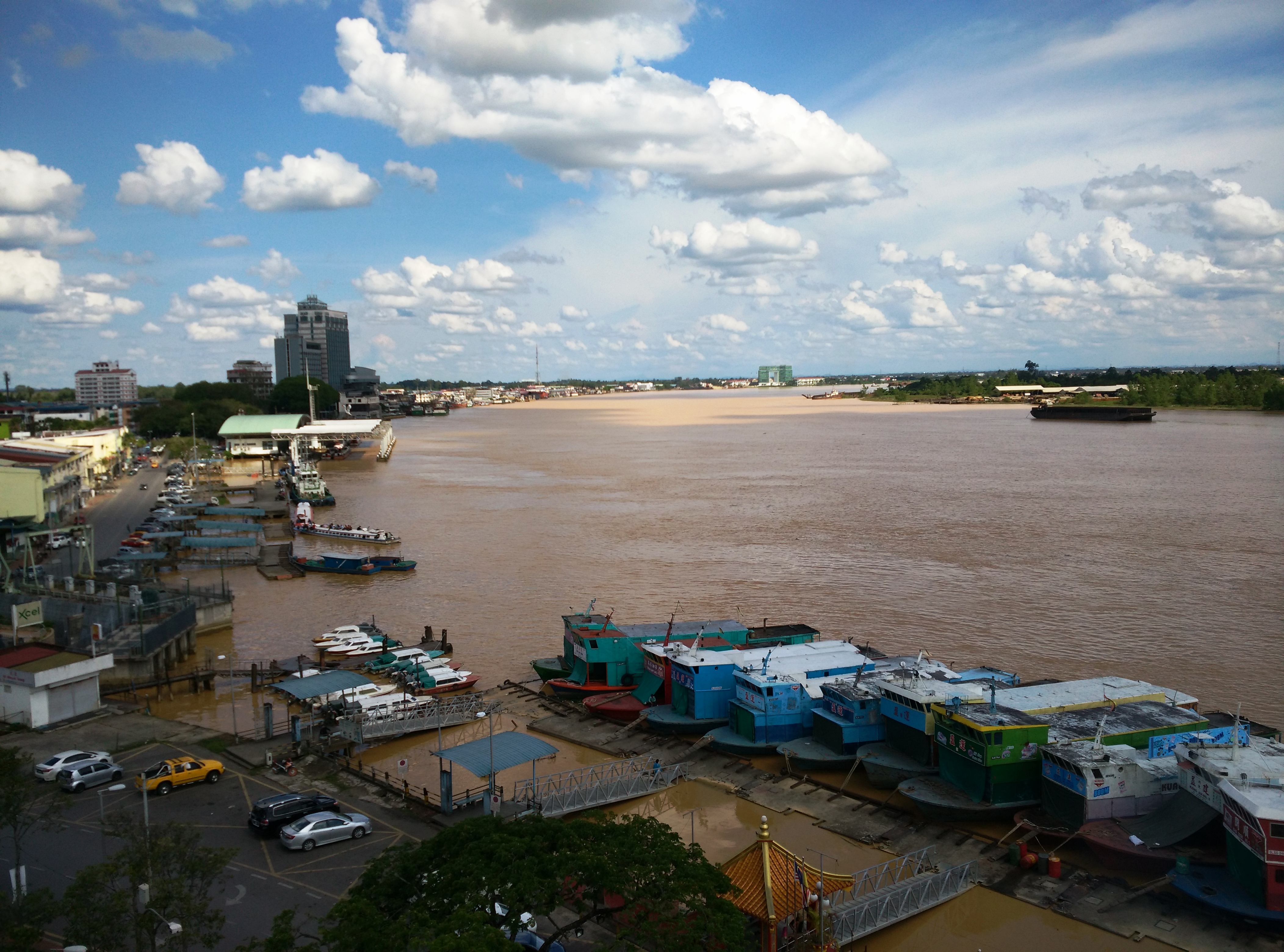
Ciudad de Sibu, a 130 km de la desembocadura del río Rajang.

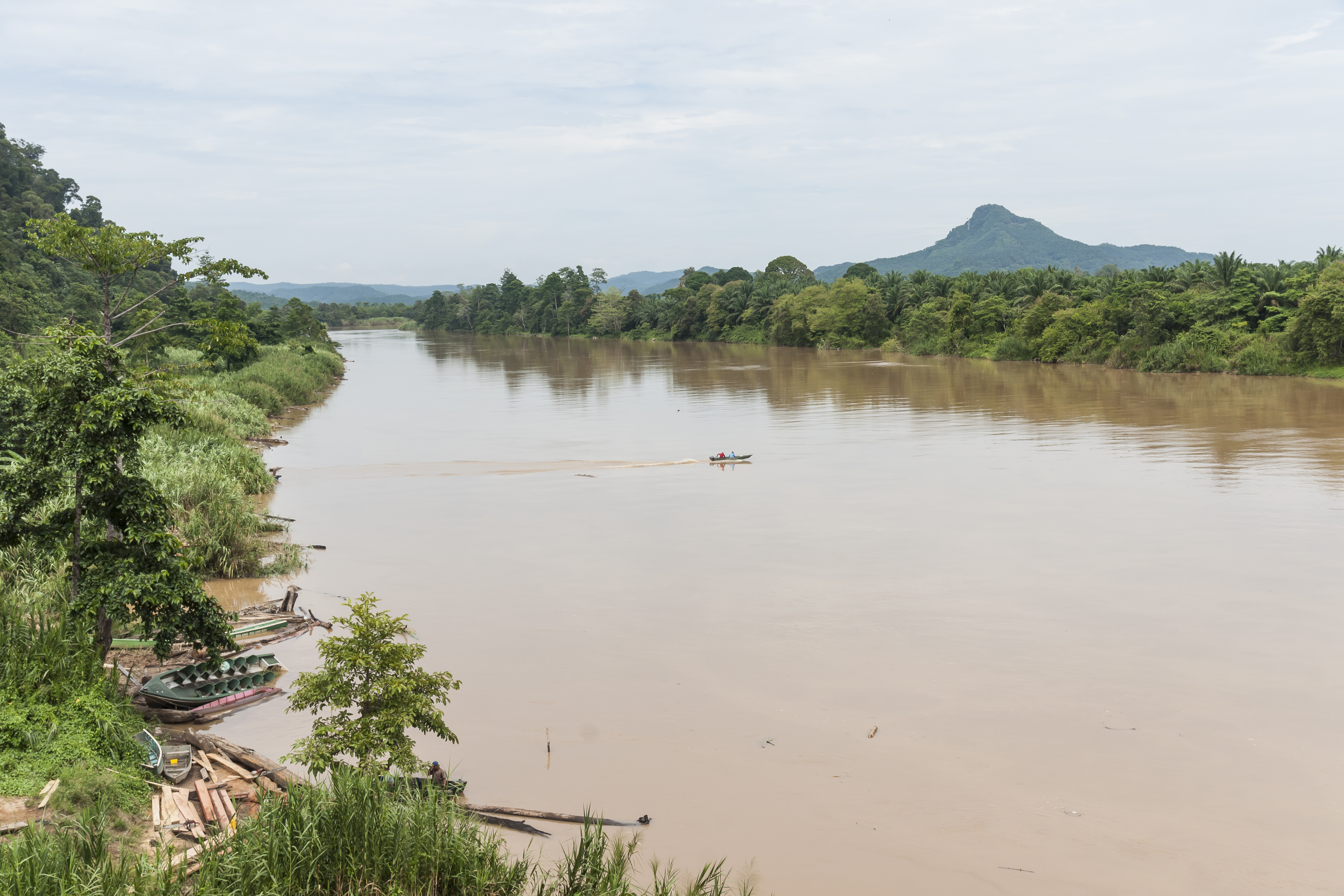
Río Kinabatangan, en Malasia Oriental.

El río más largo de la Malasia Peninsular es el río Pahang, de 459 km de longitud, que nace en las montañas Titiwangsa, seguido del río Perak, con 400 km. En Malasia Oriental, Borneo, destacan el río Kinabatangan, de 560 km de longitud, en Sabah, y el río Rajang, de 563 km, en Sarawak.
Otros ríos son el Baram, en Sarawak, con unos 400 kilómetros de longitud, seguido por el Kelantan (unos 247.89 km), en el norte de la Malasia peninsular, en el estado de Kelantan, el Johor (unos 122 km), en el estado de Johor, al sur de la Malasia peninsular, el Klang (unos 121 km), en el estado de Selangor, en Malasia peninsular, y que atraviesa Kuala Lumpur, el Sarawak (unos 121 km), que desemboca en Kuching, y el Kinta (unos 100 km), en el estado de Perak, en Malasia peninsular.

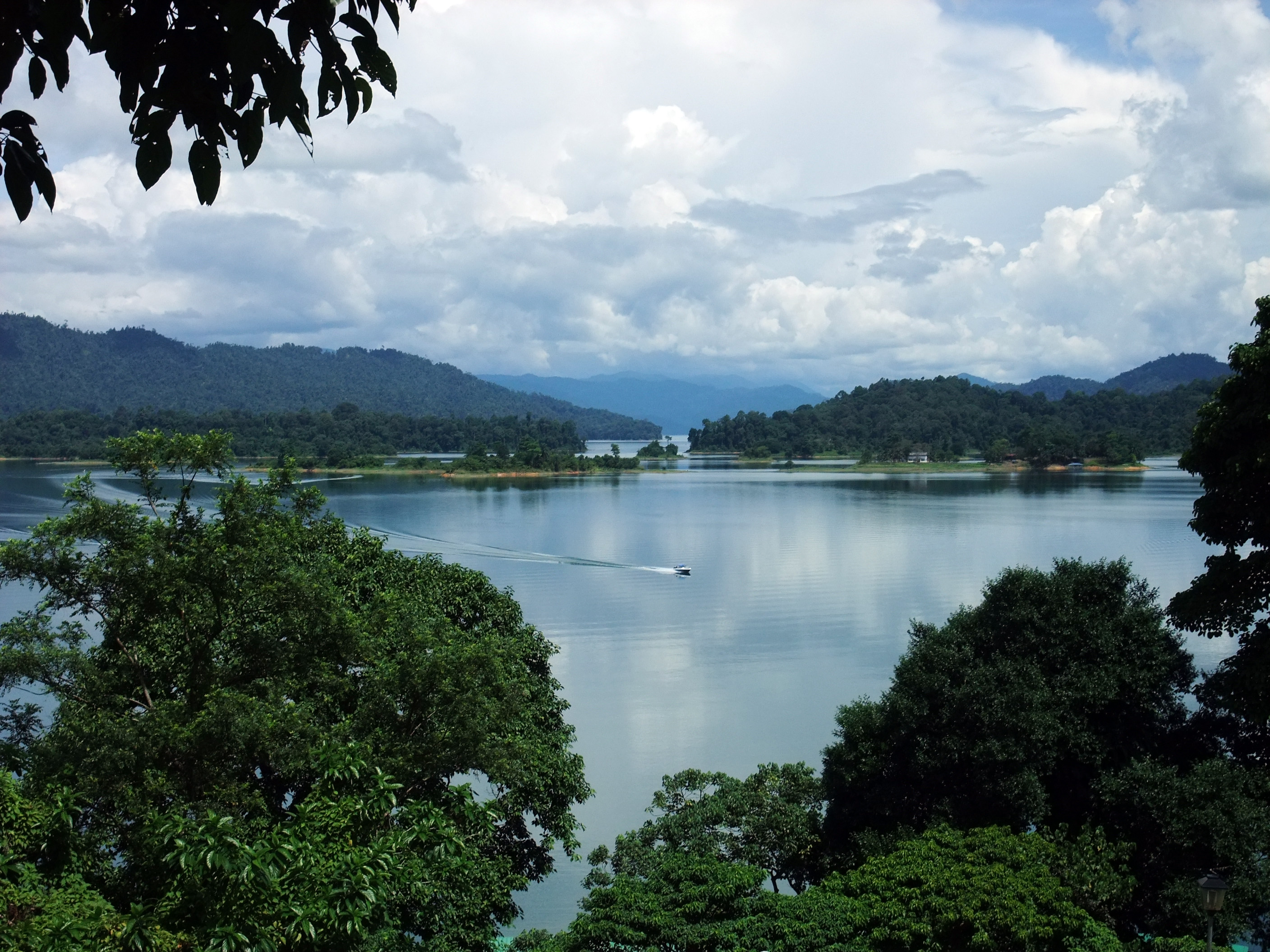
Lago o embalse de Kenyir

#### Embalses
En Malasia hay, en 2025, 104 presas con una capacidad de almacenamiento total de 84 km3 de agua. De estas, 83 se encuentran en Malasia peninsular y 21 en Labuan, Sabah y Sarawak, en Malasia oriental. Se consideran grandes presas 81 de ellas, y 23 pequeñas presas. Con 29 millones de habitantes, hay 2883 m3 per cápita almacenados, comparado con los 6000 m3 de EE. UU., 4500 m3 en Australia y 800 m3 en Sudáfrica.
La presa más antigua es la de Perak, construida en 1906 para regadío. La más moderna es la de Susu, operativa desde 2016. La de Perak forma parte de un proyecto de expansión de mini hidro proyectos para llevar al país a obtener el 31 % de su energía renovable en 2025. La de Perak, de 5 m de altura, produce 7 MW. En cualquier caso, las minipresas en el estado de Perak han provocado las protestas de las poblaciones aborígenes porque dicen que atentan contra los espíritus y los ancestros.
Hay 15 presas hidroeléctricas en Malasia, de las que 12 se encuentran en la península malaya y 3 en Sarawak. El agua almacenada para producir energía es de 79 km3. Los embalses para suministrar agua  corriente son 57, con una capacidad conjunta de 2,32 km3, 2326 hm3. 
En uno de los afluentes del Rajang, el río Balui, en Sarawak, Borneo, se ha construido el embalse de Bakun, con una presa de 205 m de altura, una superficie inundada de 695 km² y una potencia instalada de 2400 MW, siendo la mayor presa hidroeléctrica de Malasia. La siguiente, en el nordeste de Malasia peninsular, en el distrito de Hulu Terengganu, es el lago o embalse de Kenyir, creado en 1985 en el río Kenyir que alimenta la cercana central de Sultan Mahmud, de 400 MW. Tiene una superficie de 380 km² y una presa de 150 m de altura.
Otro lago artificial de la región es el lago Pedu, en el distrito de Padang Terap, al noroeste, en la frontera con Tailandia. La presa tiene  74 m de altura, el lago tiene 84 km², es el mayor embalse construido para el regadío y forma parte de la Reserva forestal de Ulu Muda y lago Pedu, que cubre 1228 km² de bosques vírgenes.
Los dos únicos lagos naturales de Malasia son el lago Bera, sitio Ramsar de 260 km², y el lago Chini, de 51 km², ambos en Pahang, en la Malasia peninsular.

## Clima

Mapa de Köppen de Malasia. En azul oscuro, dominante, clima monzónico; en azul claro, al noroeste, ecuatorial.

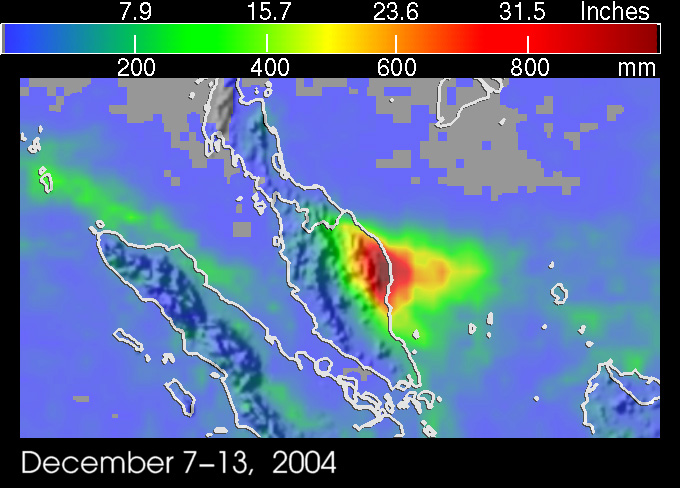
La imagen infrarroja muestra una precipitación de unos 800 mm en la costa este de Malasia, entre el 9 y el 10 de diciembre de 2004.

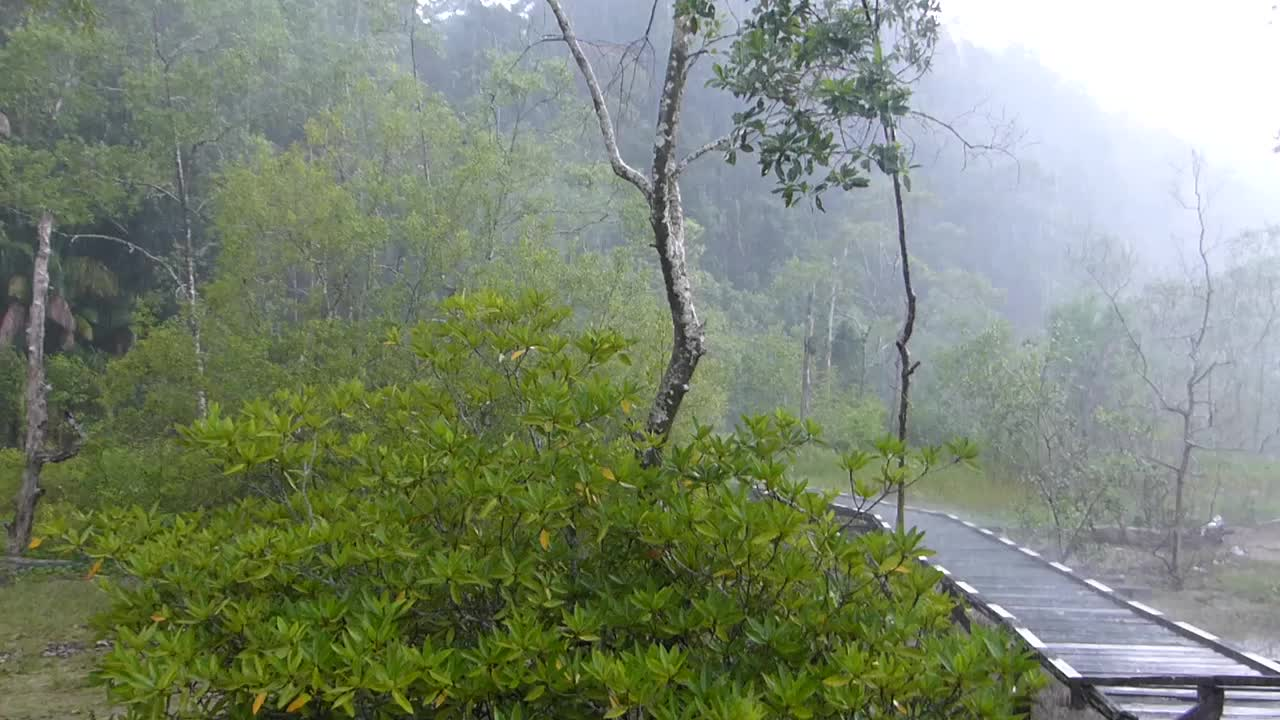
Manglares bajo la lluvia en el parque nacional de Bako, en Malasia Oriental.

El clima de Malasia es ecuatorial, cálido, húmedo y lluvioso todo el año. Las temperaturas son elevadas y estables, con un ligero descenso entre noviembre y enero, con máximas de 29-30.oC, aunque cuando hace más calor, entre marzo y agosto, apenas suben a 32-33.oC. Por otro lado, es difícil encontrar un lugar donde caigan menos de 2000 mm anuales, y un mes en que caigan menos de 100 mm. Malasia está expuesta al monzón, que puede provocar lluvias muy intensas en las zonas expuestas a los vientos que prevalecen del nordeste entre mediados de octubre y enero (afectando sobre todo a la costa oriental y el nordeste de Borneo) y del sudoeste entre junio y septiembre, de forma más débil. Las lluvias suelen ser tormentosas y por la tarde.

### Clima de Malasia peninsular
En la Malasia peninsular, la costa oriental está directamente afectada por el monzón del nordeste, con lluvias anuales entre 2500 y 3000 mm, superándose en noviembre y diciembre los 500 mm. Por ejemplo, en Kota Bharu, al norte de la Malasia peninsular, caen 2.940 mm en 178 días, con más de 600 mm en noviembre y diciembre, con 21 días de lluvia, más de 200 mm en septiembre, octubre y enero, y más de 100 mm el resto, con un mínimo en abril de 115 mm en solo 9 días. Las temperaturas varían poco, de los 23-29.oC de enero a los 24-33.oC de junio. En la costa oeste, las lluvias disminuyen a 1.800-2.500 mm, debido a que no se producen los picos de noviembre y diciembre. Por ejemplo, en el archipiélago Langkawi, al noroeste, caen 2300 mm en 182 días. Aquí se superan los 300 mm en septiembre y octubre, los 200 mm entre marzo y noviembre y caen menos de 100 mm entre diciembre y marzo con un mínimo de 45 mm en febrero. Las temperaturas oscilan todo el año entre 24 y 33.oC.
En Kuala Lumpur, en el centro de la Malasia peninsular, caen 2425 mm, con más de 200 mm entre marzo y mayo, y entre octubre y diciembre, y un mínimo de 125 mm en junio y julio. Mismas temperaturas todo el año, entre 23 y 33.oC de mínimas y máximas medias diarias.

### Clima de Malasia oriental
En Malasia Oriental, en la isla de Borneo, llueve más. En Kuching, en el sudoeste, expuesto a los monzones del nordeste por al forma del relieve, caen 4.115 mm en 207 días, con una máxima en enero que puede alcanzar los 700 mm en 22 días, y una mínima en julio de 185 mm en 13 días; los demás meses se superan los 200 mm, con casi 500 mm en diciembre y febrero. En la parte de la costa no expuesta a los vientos del nordeste, llueve menos; en Bintulu caen 3580 mm, con un pico de 420 mm en diciembre y más de 200 mm el resto de meses. Al norte de Brunéi, sí que se nota un descenso, con solo 2545 mm en Kota Kinabalu, con un máximo de 345 mm en octubre y menos de 100 mm en febrero y marzo. Siguiendo la costa, al este, orientada de nuevo al monzón nordeste, en Sandakan, caen 3015 mm, con más de 400 mm en diciembre y enero, y menos de 200 mm entre marzo y junio.
En la zona más protegida del monzón, en Tawau, en el extremo oriental de Malasia, caen 1765 mm, con 100 mm en febrero, marzo y abril, y solo se superan los 200 mm en julio y agosto.
En las zonas altas, las temperaturas disminuyen. El monte Kinabalu, en la isla de Borneo, supera los 4.000 m. En Malasia peninsular, varios picos superan los 2000 m. En Tanah Rata, en las tierras altas de Cameron, a 1470 m de altitud, las temperaturas, muy homogéneas, oscilan todo el año entre 13 y 22.oC. La precipitación media es de 2.586 mm, superándose los 300 mm en octubre y noviembre.

## Bosques
Aproximadamente, el 58% de Malasia está cubierta de bosques tropicales. La mayor parte pertenece a la ecorregión bosques lluviosos de las tierras bajas de Borneo, dominado por las dipterocarpaceas, con unas dos mil especies de árboles. Sin embargo, desde la década de 1960, el bosque ha sido talado hasta en un 80 por ciento en Sarawak. <Las aguas se han contaminado y la tierra se ha erosionado. En Malasia hay también unos 1.425 km² de manglares y numerosas zonas pantanosas.
Para conservar las regiones salvajes que aun subsisten se han creado parques, reservas y parques nacionales, entre los que destacan el parque nacional de Kinabalu y el parque nacional de Gunung Mulu.

## Áreas protegidas de Malasia
Según la IUCN, en Malasia hay 717 zonas protegidas que cubren un total de 63.419 km², el 19,12% del territorio, y 6.978 km² de áreas marinas, el 1,54% de los 451.742 km² que pertenecen al país. En este conjunto, 29 son parques nacionales, 1 es una reserva marina, 1 es un monumento natural, 4 son reservas naturales, 24 son parques marinos, 345 son reservas forestales, 3 son parques nacionales patrimonio de la ASEAN, 12 son santuarios de la naturaleza, 42 son reservas forestales protegidas, 33 son reservas de vida salvaje, 123 son reservas de jungla virgen, 23 son bosques protegidos, 28 son bosques comunales, 6 son santuarios de aves, 17 son reservas forestales de manglares, 1 es un santuario de tortugas, 1 es un monumento histórico nacional y el resto adquiere distinta consideración. Además, hay 7 sitios Ramsar, 1 es una reserva de la biosfera de la Unesco y 2 son sitios patrimonio de la humanidad.

## Datos en bruto
Clima: tropical monzón del suroeste de abril a octubre, del noreste de octubre a febrero.
Relieve: llanuras costeras, colinas y montañas en el interior.
Recursos naturales: estaño, petróleo, madera, cobre, mineral de hierro, gas natural y bauxita.
La explotación de la tierra:
- Las tierras arables: 3%
- Cultivos permanentes: 12%
- Pastos permanentes: 0%
- Los bosques: 68% (1993 est)

Tierra de regadío: 2.941 km² (est. 1998)
Alrededor de la mitad de la península malaya está cubierta por granito y otras  rocas magmáticas. Una tercera parte presenta otras rocas diferentes del granito, el resto está cubierto de aluviones.
Problemas ambientales: la contaminación del aire y del agua, la deforestación.
Desastres naturales: inundaciones, los deslizamientos de tierras.
- Forma parte de: Biodiversidad, Cambio Climático, Desertificación, Especies Amenazadas, Ley del Mar, la preservación de la vida marina, prohibición de los ensayos nucleares, la protección de la capa de ozono, bosque tropical 83, bosque tropical 94, áreas húmedas.
- Firmado pero no ratificado: Protocolo de Kioto.

Parques Nacionales: en sus seis parques nacionales, la Federación de Malasia se esfuerza por preservar la selva primitiva.